# Трихопулос, Димитриос
Димитриос Трихопулос (греч. Δημήτριος Τριχόπουλος, 9 декабря 1938 — 1 декабря 2014) — греческий врач-диетолог (специалист по средиземноморской диете) и онколог (исследователь последствий табакокурения). Профессор предотвращения рака и эпидемиологии, председатель кафедры эпидемиологии Гарвардского института общественного здравоохранения.

## Биография

### Карьера
Родился в Волосе, в 326 км к северу от Афин. Окончил Афинский университет в 1963 году, медицинский факультет. Изучал в Лондонском, Оксфордском, Гарвардском и Афинском университетах патологию, микробиологию, общественное здравоохранение и эпидемиологию. В Лондонской школе гигиены и тропической медицины получил сертификат по медицинской статистике и эпидемиологии (1965 год), в том же году окончил интернатуру Афинского университета и стал доктором медицины.
Димитриос Трихопулос изучал многофакторную этиологию рака печени с акцентом на интерактивные эффекты вирусов гепатита B и C, табакокурения и употребления алкоголя (этилового спирта). В 1968 году окончил Гарвардский институт общественного здравоохранения, специализировался на гигиенической эпидемиологии и биостатистике. В 1970 году получил государственный сертификат микробиологии медицинского факультета Афинского университета, через год получил степень доктора философии и защитил докторскую по профессиональной гигиене и эпидемиологии. В 1975 году получил звание профессора медицины, кафедры исследования служб здравоохранения Оксфордского университета. В 1989—1996 годах занимал должность профессора эпидемиологии Гарвардского университета, сменив на этом посту одного из своих научных руководителей, Брайана Макмэхона. профессора предотвращения рака и главы Центра по борьбе против рака Гарвардского университета в 1993—1997 годах, профессора и заведующего кафедры гигиены и эпидемиологии медицинского факультета Афинского университета в 1972—2014 годах, профессора медицинской эпидемиологии Каролинского института Стокгольма в 1998—2014 годах и члена Афинской академии наук в 1997—2014 годах.

### Научная деятельность
Димитриос Трихопулос изучал более 40 лет эпидемиологию рака и предотвращение рака, опубликовав свыше тысячи работ. Так, среди его работ выделяются исследование связи вдыхания табачного дыма и повышения риска рака лёгких, исследование связи табакокурения и вирусов гепатита B с раком печени, а также изучения по снижению риска рака груди. В одной из своих работ он связал психологический стресс после землетрясения в Афинах с ростом числа смертей от сердечно-сосудистых заболеваний, благодаря чему в 1997 году журнал «The Lancet» включил эту работу в список 27 работ, подходящих для формирования традиционной медицинской литературы, которую обязан прочитать каждый врач.
В 1981 году в одной из газет была опубликована статья Трихопулоса о том, как вдыхаемый сигаретный дым повышает риск рака лёгких. Основой для исследования послужили медицинские показания 51 гражданки Греции, которые никогда не курили, но им всем поставили диагноз «рак лёгких»; позже Трихопулос сравнил их показания с показаниями их сверстниц, которым поставили другой диагноз. Статистически исследователи установили, что у пассивных курильщиков, вдыхающих сигаретный дым, повышается рак лёгких — предполагалось, что каждая из 51 испытуемых вдыхала сигаретный дым от мужа. Дальнейшие исследования подтвердили, что риск рака лёгких возрастает и у детей, проживающих в курящих помещениях, или у некурящих людей, которые проживают недалеко от курильщиков. В 1990 году в журнале «The Lancet» была опубликована статья, в которой выдвигалось предположение о том, что внутриутробная экспозиция играет важную роль в причинно-следственной связи рака груди.
В 1993 году Трихопулос был заместителем председателя Первой международной конференции по средиземноморской диете, где была представлена впервые её структура. Важнейший вклад внесла супруга Димитриоса Антония, доктор философии и доктор медицины, известная под прозвищем «Мать средиземноморской диеты».
Трихопулос был удостоен ряда наград, в том числе международной премии Бринкера за клинические исследования рака груди, премии Джулиуса Ричмонда от Гарвардского института общественного здравоохранения (2004) и почётной награды выпускника (2009), а также почётной медали Международного агентства исследования рака Всемирной организации здравоохранения.

## Награды
- Почётный доктор медицины Уппсальского университета (1994)[9]
- Лауреат премии «Америка без курения» (1996)
- Командор ордена Почёта Греческой Республики (1996)
- Постоянный член Афинской академии (1997)
- Упомянут редактором журнала The Lancet (номер 370) как автор одной из 27 работ, составляющих основу обязательной для чтения медицинской литературы (1997)[источник не указан 2625 дней]
- Почётный член греческого медицинского сообщества Нью-Йорка (1999)
- Лауреат международной премии Бринкера по исследованию рака груди от фонда «Сьюзен Комен за лечение» (2000)